# بريل إمبولو
بريل دونالد إمبولو (بالفرنسية: Breel Embolo)‏ (مواليد 14 فبراير 1997) هو لاعب كرة قدم سويسري محترف. لعب مع منتخب سويسرا تحت 21 سنة كما شارك في عدة مباريات بقميص المنتخب الأول منذ مارس 2015 وقد تم اختياره لتمثيله في بطولة أمم أوروبا لكرة القدم 2016.

## مسيرته الكروية
لعب بريل إمبولو خلال مسيرته الاحترافية مع 4 أندية في ثمانية مواسم وسجل خلالها 39 هدفًا ضمن 143 مباراة. ولم يفز بأي موسم بالكأس وفاز في ثلاثة مواسم بالدوري.
خاض بريل إمبولو مسيرته مع نادي بازل في موسم 2013–14 واستمر معه طيلة ثلاثة مواسم، مشاركًا في 61 مباراة سجل خلالها 21 هدفًا. ثم انتقل إلى نادي شالكه 04 في موسم 2016–17 واستمر معه طيلة ثلاثة مواسم، حيث شارك في 48 مباراة سجل خلالها 10 أهداف. لينتقل بعدها إلى نادي بوروسيا مونشنغلادباخ في موسم 2019–20 لمدة موسم واحد، مشاركًا في 28 مباراة سجل خلالها 8 أهداف.

## روابط خارجية
- بريل إمبولو على موقع الاتحاد الدولي (مؤرشف)  (الإنجليزية)
- بريل إمبولو على موقع الاتحاد الأوربي (الإنجليزية)
- بريل إمبولو على موقع إي إس بي إن إف سي (الإنجليزية)
- بريل إمبولو على موقع قاعدة بيانات كرة القدم.إي يو (الإنجليزية)
- بريل إمبولو على موقع ليكيب (الفرنسية)
- بريل إمبولو على موقع ناشيونال فوتبول تيمز (الإنجليزية)
- بريل إمبولو على موقع Soccerbase.com (لاعب) (الإنجليزية)
- بريل إمبولو على موقع Soccerway.com (الإنجليزية)
- بريل إمبولو على موقع عالم كرة القدم.نت (الإنجليزية)
- بريل إمبولو على موقع كووورة